# Luigi Durantini
Luigi Durantini, né en 1791 et mort en 1857, est un peintre italien actif dans sa ville natale de Rome ; son travail est de style néo-classique.

## Biographie
Luigi Durantini naît en 1791. Son père Filippo Durantini est un érudit.
Formé à l'Accademia di San Luca à Rome, il commence à enseigner dans cette académie en 1822. En 1839, il est chargé avec d'autres  membres de l'Académie, dont Vincenzo Camuccini, de procéder à l'inventaire des collections du cardinal Fesch mort à Rome en mai 1839 ; le Catalogue des tableaux composant la galerie de feu son éminence le Cardinal Fesch est publié en français à Rome en 1841,.
Il fréquente à Rome le sculpteur danois Bertel Thorvaldsen qui dessine son portrait en 1809 ; le dessin est conservé au Danemark à Nysø Manor qui abrite les collections de Thorvaldsen,.
Durantini est fait chevalier de l'ordre de Saint-Sylvestre par les autorités pontificales.
L'un de ses élèves est Giovanni Costa.
Luigi Durantini meurt en 1857 à Rome.

## Distinctions
- Chevalier de l'ordre de Saint-Sylvestre

## Œuvres
- Ajax, huile sur toile, 152 × 199 cm, 1814, Rome, Accademia di San Luca[9].
- Portrait de Girolamo Scaccia, huile sur toile, 49,5 × 62 cm, Rome, Accademia di San Luca[10].
- Le berger Faustolus présente à sa femme Acca Larentia les jeunes Romulus et Rémus, 1825, huile sur toile, collection privée[11].
- Ses deux dessins représentant Pauline Borghese en Venere Vincitrice (Vénus triomphante) d'après Canova[4] sont gravés en 1816 par Domenico Marchetti[12] et Angelo Bertini[13].
- Une peinture (huile sur toile) et un dessin représentant le buste de l'archange saint Michel, préparatoires à une mosaïque réalisée en 1835 par Gherardo Volponi à la basilique Saint-Pierre, sont conservés dans les archives historiques de la Fabbrica di San Pietro au Vatican[14].